# Жёлтый крест (химическое оружие)
Жёлтый крест (нем. Gelbkreuz, Gelbkreuzkampfstoffe) — маркировка на немецких химических снарядах, которые содержали смеси на основе ядовитых веществ кожно-нарывного действия, использовавшиеся Германией в Первой мировой войне. Термин преимущественно применяется для обозначения главного представителя этого класса веществ — иприта.
Боевые смеси, обозначённые жёлтым цветом, имели несколько вариантов рецептуры:
- иприт, хлорбензол, нитробензол, тетрахлорметан и бис(хлорметил)эфир;
- бис(хлорметиловый) эфир (95 %), этилдихлорарсин (5 %);
- этилдихлорарсин (40 %), этилдибромарсин (40 %), бис(хлорметиловый) эфир (20 %).

В дальнейшем данный термин использовали для обозначения и других веществ со схожим биологическим действием, в частности для полученного в США люизита, а также синтезированных в 1930-х годах азотных ипритов.  